# Zapoliarny
Zapoliarny (en russe : Заполярный), littéralement « arctique » ou « polaire », est une ville de l'oblast de Mourmansk, en Russie, dans le raïon de Petchenga. Sa population s'élevait à 14 902 habitants en 2019. C'est également le centre administratif du territoire urbain de Zapoliarny.

## Géographie
Zapoliarny est située dans la péninsule de Kola, à 11 km de la frontière norvégienne, à 23 km au sud-est de Nikel, à 103 km au nord-ouest de Mourmansk et à 1 559 km au nord-nord-ouest de Moscou.

## Histoire
La région où se trouve Zapoliarny fut sous souveraineté finlandaise de 1920 à 1944. En 1956, une localité fut créée sous le nom de Jdanovsk (Жда́новск) dans le cadre de la mise en exploitation de gisements de cuivre-nickel. Elle reçut le statut de commune urbaine le 30 mai 1957 puis celui de ville le 1er février 1963 et prit alors le nom de Zapoliarny. La commune urbaine de Gorny fut annexée par Zapoliarny le 30 mars 1967.
C'est en 1940 qu'a été fondé le combinat Petchenganikel (Печенганикель) pour l'exploitation du cuivre et du nickel.
Le forage profond de Kola, ou sg3, se trouve près de Zapoliarny. Il s'agit d'un projet scientifique de l'Union soviétique, qui commença le 24 mai 1970. L'objectif était de réaliser un forage profond traversant la croûte terrestre. En 1989, la profondeur de 12 262 m fut atteinte.

## Population
Recensements (*) ou estimations de la population
| 1959* | 1970*  | 1979*  | 1989*  | 2002*  | 2010*  | 2012   |
| ----- | ------ | ------ | ------ | ------ | ------ | ------ |
| 6 189 | 22 084 | 21 172 | 23 564 | 18 640 | 15 825 | 15 717 |

| 2013   | 2014   | 2015   | 2016   | 2017   | 2018   | 2019   |
| ------ | ------ | ------ | ------ | ------ | ------ | ------ |
| 15 589 | 15 424 | 15 288 | 15 211 | 15 194 | 15 037 | 14 902 |

## Économie

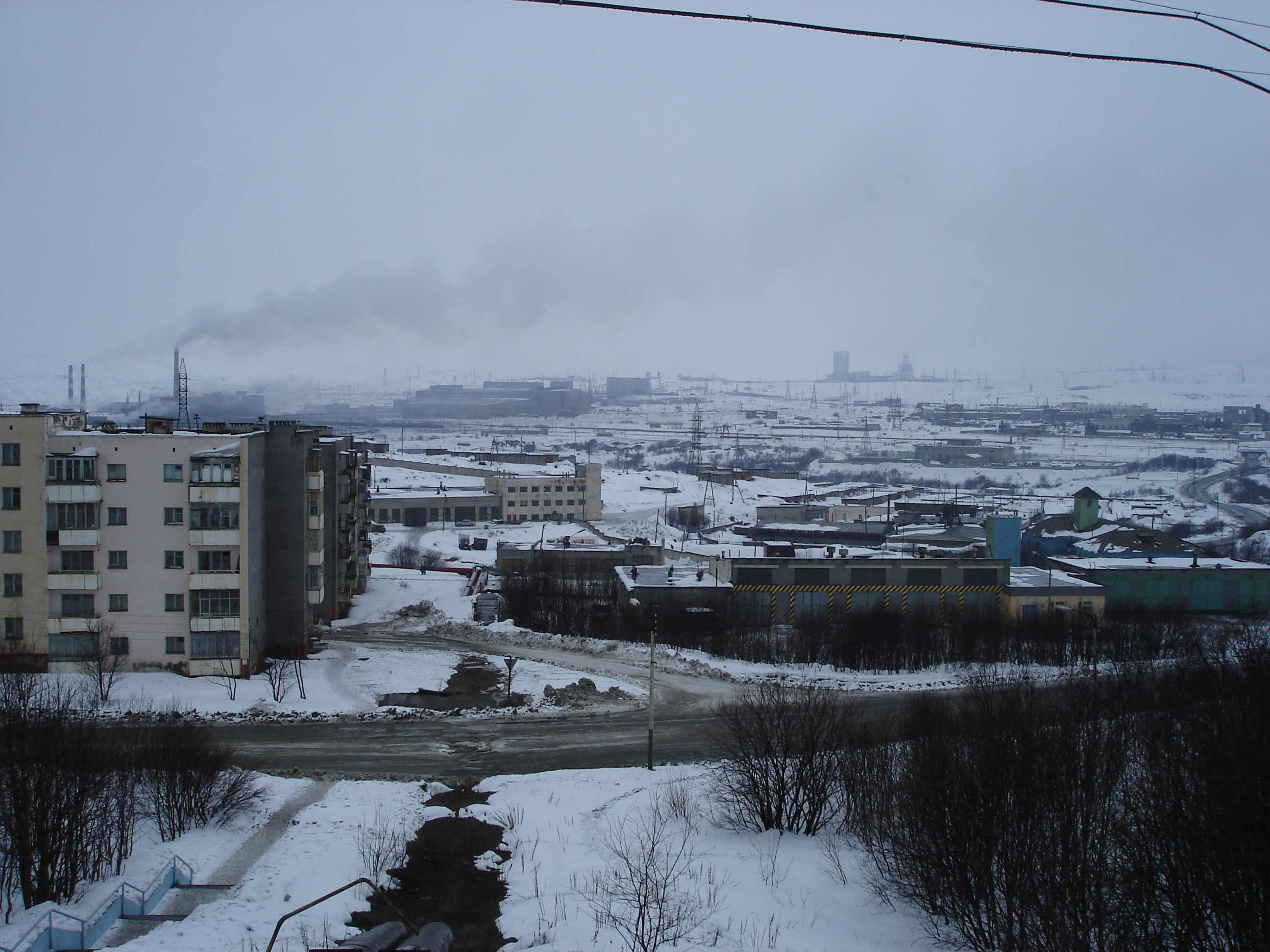
Vue de la zone industrielle

- OAO Gorno-metallourguitcheski kombinat Petchenganikel (ОАО "Горно-металлургический комбинат 'Печенганикель'") : extraction et traitement du minerai de nickel. L'entreprise fait partie du groupe Norilsk Nickel[4].
- OAO Kolskaïa gorno-metallourguitcheskaïa kompania (ОАО "Кольская горно-металлургическая компания") : extraction de minerai de nickel.